# D. B. Harden
Donald Benjamin Harden, nacido el 8 de julio de 1901 en Dublín, Irlanda y fallecido en Londres, Inglaterra, el 13 de abril de 1994, fue un conservador de antigüedades y arqueólogo anglo-irlandés.

## Biografía
Donald Benjamín Harden (1901-1994) fue un arqueólogo y conservador anglo-irlandés, especializado en el vidrio antiguo, experto en Arqueología fenicio-púnica.
Nacido en Dublín en 1901, Harden era de ascendencia anglo-irlandesa (su padre fue obispo de Tuam, Killala y Achonry). Fue educado en el Kilkenny College, Westminster School y el Trinity College de Cambridge. Persiguió sus intereses en la arqueología clásica con viajes a Italia y Túnez en 1923-24.
Tras un breve período en el Departamento de Humanidades de la Universidad de Aberdeen, se convirtió en miembro del "Commonwealth Fund" en la Universidad de Michigan, donde se dedicó al estudio del vidrio romano de la excavación universitaria del sitio de Fayum de Karanis,  en Egipto, y participó en la expedición Arqueológica de Michigan a Egipto en 1928-29. Su trabajo sobre el vidrio de Karanis se convirtió en tesis doctoral y más tarde se publicó, en 1936, en un libro, Roman Glass from Karanis, que estableció nuevos estándares en el estudio de este importante producto de la antigüedad. Siendo sus estudios y tipificaciones, básicos para los actuales estudiosos de este material y su tecnología.
Más tarde, fue conservador ayudante (1929-1945) y luego conservador (1945-1956) del Departamento de Antigüedades del Museo Ashmolean de Arte y Arqueología de la Universidad de Oxford. También fue director del Museo de Londres de 1956 a 1970. 
Sus intereses no se limitaron al vidrio antiguo, publicando con éxito un estudio sobre los fenicios, The Phoenicians (1962),  reeditado y traducido varias veces. Como arqueólogo destacó por sus estudios pioneros como indicó Hermanfrid Schubart del Instituto Arqueológico Alemán: "D.B. Harden hizo una primera aportación al papel desempeñado por los platos fenicios de Occidente en su estudio sobre el santuario de Tanit de Salambo (Harden, 1937, 82 s.), en Cartago".
En los años setenta, Harden fue miembro del comité que supervisaba la participación británica en la excavación internacional de Cartago, debido a su prestigio y su larga trayectoria en los estudios de los materiales arqueológicos fenicio-púnicos.
Asimismo, Harden fue presidente del Consejo de Arqueología Británica de 1950 a 1954 y dos veces vicepresidente de la Sociedad de Anticuarios de Londres, de 1949 a 1953 y de 1964 a 1967. Elegido miembro de la Sociedad de Anticuarios de Londres (FSA) en marzo de 1944, y miembro honorario de la Academia Británica.